# Бродовский, Антоний
Антоний Бродовский (пол. Antoni Brodowski; перед 26 декабря 1784, Варшава — 31 марта 1832, там же) — польский художник, педагог, представитель классицизма в польской живописи.

## Жизнь и творчество
Учителями А. Бродовского были художники Феликс Иво Лейхер, Капплер и другие. Обучался живописи также в Париже у Жака-Луи Давида и Франсуа Жерара.
В 1814 году возвращается в Варшаву. После того, как художник завоёвывает золотую медаль за свою картину «Гнев Саула на Давида», он получает место профессора рисования и живописи на отделении изящных искусств Варшавского университета.
В 1822 году Бродовский вступает в варшавское «Товарищество друзей науки». Среди учеников художника Рафал Хадзевич, Иосиф Игнатий Лукашевич, Ян Непомуцен Гловацкий, и Якуб Татаркевич.
Бродовский писал картины на мифологические и библейские сюжеты, а также исторические полотна и многочисленные портреты. Оба его сына — Юзеф и Тадеуш, тоже стали художниками.
Антоний Бродовский также автор теоретического сочинения «К положению художественной школы» (1824).
Его заслуги были отмечены польским орденом Святого Станислава.

## Работы
- Портрет Юлиана Немцевича
- Портрет архиепископа Щепана Холовчика (1828)
- Портрет Станислава Потоцкого
- Портрет брата Кароля
- Гнев Саула на Давида
- Эдип и Антигона
- Портрет Юзефа Понятовского
- Парис во фригийском колпаке
- Царь Александр I вручает диплом Варшавскому университету
- Портрет Людовика Осиньского
- Портрет Войцеха Богуславского